# Laxárdalshæðir
Laxárdalshæðir är kullar i republiken Island. De ligger i regionen Austurland, 400 km öster om huvudstaden Reykjavík.